# کیش‌وند

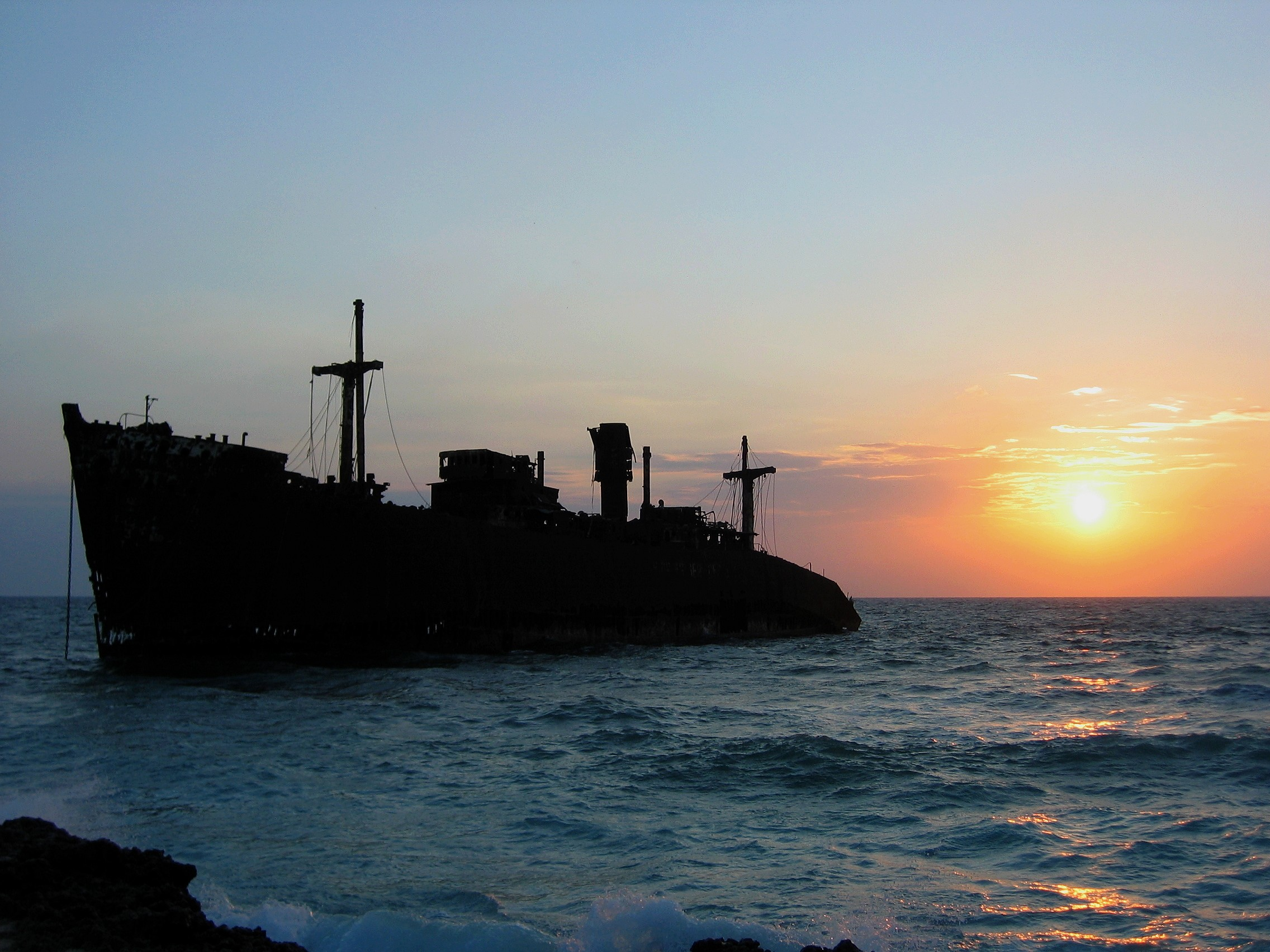
کشتی یونانی سمبل جزیره کیش

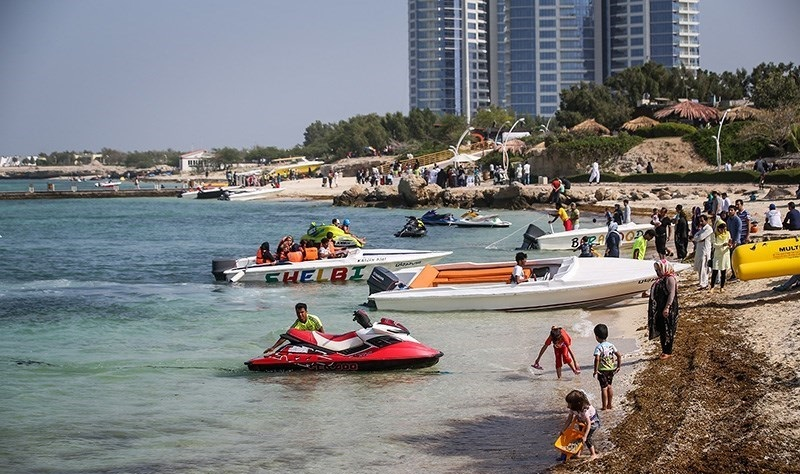

کیش‌وند فردی است که ساکن جزیره کیش در استان هرمزگان کشور ایران باشد.

## کارت کیش‌وندی
کارت کیش‌وندی همان کارت شناسایی افرادی است که در کیش اشتغال و اقامت دارند. کارتها تنها در رنگ متفاوت بوده و توسط سازمان منطقه آزاد کیش صادر می‌گردد.
کارت کیش‌وندی وجه تمایز بین گردشگران و ساکنین جزیره بوده و برای دریافت آن تابع شرایط خاصی است. این کارت توسط سازمان منطقه آزاد جزیره کیش ارائه می‌گردد و مزایا و تخفیفی نیز برای دارندگان این کارت وجود دارد.

## چه کسانی واجد کارت را دریافت می‌کنند
- بومیان کیش.
- کارفرمایان: دارندگان مجوز فعالیت اقتصادی از اداره بازرگانی سازمان.
- کارمندان: کارمندان ادارات، شرکتها و ارگانهای دولتی و غیردولتی که بصورت دائم در کیش اشتغال و اقامت دارند. با معرفی کارفرما و حداقل شش ماه اقامت و اشتغال. (افرادی که بصورت ادواری در کیش اشتغال یا سکونت دارند مشمول دریافت کارت کیش‌وندی نمی‌گردند).
- دانشجویان: دانشجویان مقیم که دارای مدارک مسکونی می‌باشند.
- سرمایه گذاران: دارندگان سند مالکیت منزل مسکونی که ۶ماه از خرید ملک آنها گذشته باشد. (کارت صرفاً به نام شخص صادر و هیچ‌کدام از افراد تحت تکفل مشمول دریافت کارت کیش‌وندی نمی‌گردند).
- اتباع خارجی: درصورت ثبت شرکت و اخذ مجوز فعالیت اقتصادی از اداره بازرگانی سازمان.[۴]

## مزایای کارت کیش‌وندی
- تخفیف استفاده از خدمات مراکز ورزشی، تفریحی، تجاری و رستوران‌های کیش
- ورود و خروج خودرو با پلاک کیش.
- خارج کردن لوازم و اثاثیه منزل از جزیره کیش.
- استفاده از خودرو با پلاک کیش در شهرهای دیگر کشور (البته مالکین این خودروها فقط می‌توانند به مدت یک ماه از سال وسیله نقلیه خود را از کیش خارج کنند)
- ارائه تخفیف به دانشجویان در حال تحصیل در دانشگاه‌های پردیس بین‌المللی، پردیس دانشگاه تهران و دانشگاه شریف
- استفاده از این کارت به عنوان کارت شناسایی برای انجام امور اداری و استخدامی در جزیره کیش
- شرکت در قرعه‌کشی‌های منظم برگزار شده در مراکز خرید کیش[۲][۵]

## تفاوت در رنگ کارت
- کارت سبز مخصوص افرادی است که در کیش متولد شده و بومی این جزیره محسوب می‌شوند.
- کارت آبی برای خانواده‌هایی صادر می‌شود؛ که به دلایل مختلف به این شهر مهاجرت کرده‌اند.
- کارت زرد برای افراد مجردی است؛ که به تنهایی در این جزیره زندگی می‌کنند.
- کارت کرمی ویژه ساکنین متأهلی است؛ که بنا به دلایلی به تنهایی در این شهر زندگی می‌کنند.
- کارت سفید مخصوص تجار، بازرگانان و سرمایه‌گذاران داخلی می‌باشد.
- کارت صورتی هم برای تجار، بازرگانان و سرمایه‌گذاران خارجی صادر می‌شود.[۱]